# Барський Андрій Ігорович
Андрій Ігорович Барський (6 травня 1998, м. Кропивницький, Україна — березень 2022, м. Маріуполь, Донецька область) — український військовослужбовець, головний сержант окремого загону спеціального призначення Національної гвардії України «Азов», учасник російсько-української війни. Кавалер ордена «За мужність» III ступеня (2022, посмертно). Почесний громадянин міста Тернополя (2022, посмертно).

## Життєпис
Андрій Барський народився 6 травня 1998 року в місті Кропивницькому.
Займався боксом.
У 18 років розпочав службу за контрактом. Згодом вступив у полк «Азов». Із початком повномасштабного російського вторгнення став на захист Маріуполя, перебував на «Азовсталі». Загинув у березні 2022 року.
Похований 21 жовтня 2022 року на Алеї Героїв Микулинецького кладовища м. Тернополя.

## Нагороди
- орден «За мужність» III ступеня (17 квітня 2022, посмертно) — за особисту мужність і самовіддані дії, виявлені у захисті державного суверенітету та територіальної цілісності України, вірність військовій присязі[1];
- почесний громадянин міста Тернополя (14 листопада 2022, посмертно)[2][3].